# 徳格県
徳格県（とくかく-けん、デルゲ、デゲ、sde dge）は中国四川省カンゼ・チベット族自治州北西部に位置する県。
デルゲはチベットのカム地方の文化の中心であり、首都ラサや、ラプラン寺のある夏河と並ぶチベット全体の文化の中心でもある。デルゲの町は多くの重要な寺院を抱えている。主な産業は農業と牧畜業、畜産品の製造、薬草の採集と集約など。

## 歴史

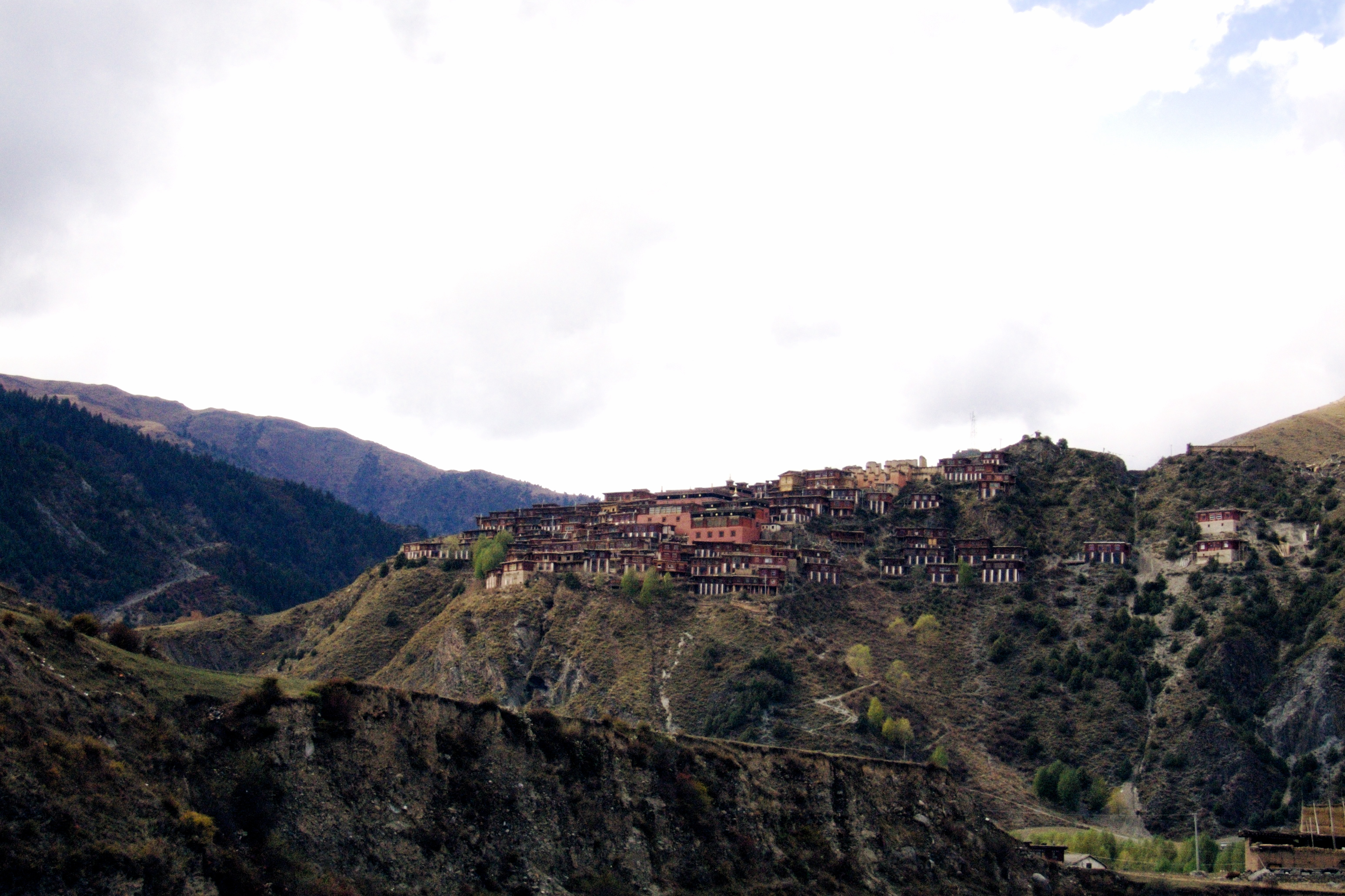
ゾンサル寺の遠景

デルゲは中国（四川省）とチベットの間で茶と馬を交換する交易（茶馬古道）の通過地であった。一方ではデルゲ王（デルゲ土司）が支配したデルゲ王国と呼ばれる小王国であり、昔から独立志向が強い地域だった。
吐蕃王朝から追放されたガル一族が7世紀にこの地を根拠とした。1448年には第1代デルゲ王ボタル・タシ・センゲと行者タントン・ギャルポがサキャ派の寺デルゲ・ゴンチェンを創建する。18世紀、ダライ・ラマ7世が一時亡命していたことがある。
また、18世紀のデルゲ王テンパ・ツェリンはチベット大蔵経のデルゲ版を完成させている。

## 宗教
経典を印刷するデルゲ・バルカン（徳格印経院）がある。1729年に創建されたこの建物は4階建てで、僧侶たちが多くの経典や注釈を現在も木版印刷で彫り続けている。デルゲ・バルカンをはじめ各寺に保管された木版はチベットの重要な文化遺産であり仏教研究上の貴重な資料でもある。
また僧院や寺院が多く、特にデルゲ・バルカンの近くにあるサキャ派の中心となるデルゲ・ゴンチェン（デルゲ寺、ゴンチェン寺、Dege Gonchen）やゾンサル寺（ゾンサル・ゴンパ、Dzongsar）、ペルプン寺（パプン寺、パルプン寺、Palpung Monastery, Babang）は有名である。
デルゲは僧院などでチベット医学が伝えられてきた地でもあり、チベット医学の中の「南派チベット医薬」の主要な発祥の地である。著名なチベット医学病院なども立地する。

## 行政区画
| 区分 | 数 | 名称                                                                   |
| ---- | -- | ---------------------------------------------------------------------- |
| 鎮   | 10 | 更慶 馬尼干戈 竹慶 阿須 錯阿 麦宿 打滾 龔埡 温拖 中扎科                |
| 郷   | 13 | 岳巴 八幇 白埡 汪布頂 柯洛洞 卡松渡 俄南 俄支 玉隆 然姑 年古 浪多 亜丁 |

## 交通

### 道路
国道
- G317国道

## 健康・医療・衛生
- 德格県人民医院